# Loloan Timur
Loloan Timur is een bestuurslaag in het regentschap Jembrana van de provincie Bali, Indonesië. Loloan Timur telt 6429 inwoners (volkstelling 2010).